# Tordeuse verte du chêne
 (février 2023).
Espèce

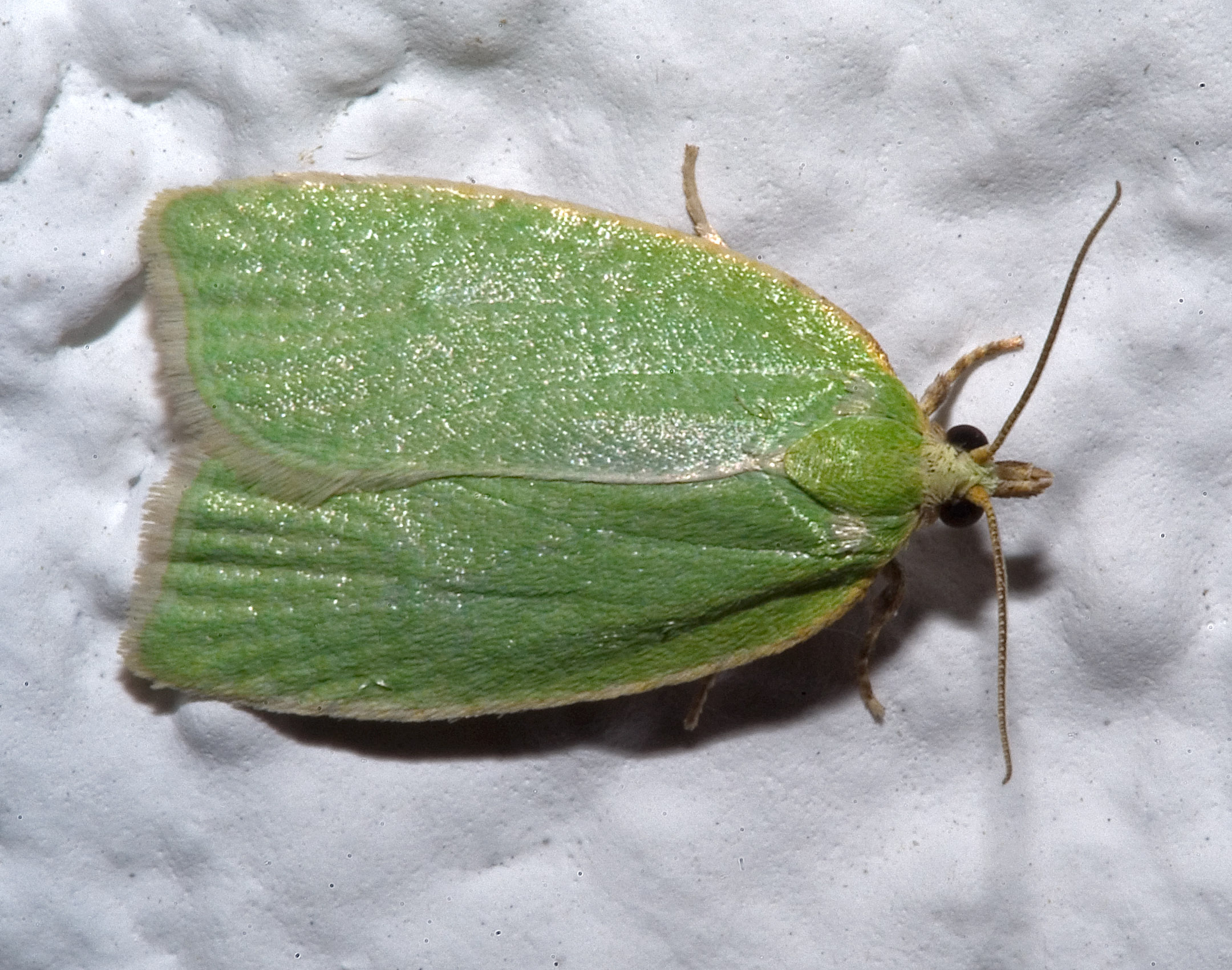
Tortrix viridana

Tortrix viridana, la Tordeuse verte du chêne, est le nom d'un lépidoptère classé parmi les défoliateurs des chênaies. L'imago est de petite taille (ailes de 1 cm de long), de couleur verdâtre. C’est celui qui apparaît le premier au printemps, potentiellement suivi de plus de dix espèces qui se nourrissent également des feuilles de chênes (le Bombyx disparate et la Processionnaire du chêne étant les plus tardifs, avec une action plus prolongée).
La chenille de la tordeuse verte ne se nourrit que sur les chênes (caducifoliés et persistants).

## Cycle de reproduction
Les adultes émergent en juin.

Ils vivent une semaine environ et s’accouplent au crépuscule ou de nuit.

Les œufs minuscules sont généralement pondus par paires sur l’écorce de rameaux dans la partie sommitale des arbres, toujours sur des rameaux des années précédentes et souvent au niveau des cicatrices foliaires. La femelle cache ses œufs sous des fragments de lichens qu’elle collecte à proximité.

L’œuf passe l’hiver en diapause puis - en une seule génération par an - la chenille passe par cinq stades larvaires de
durée variable, selon la température.

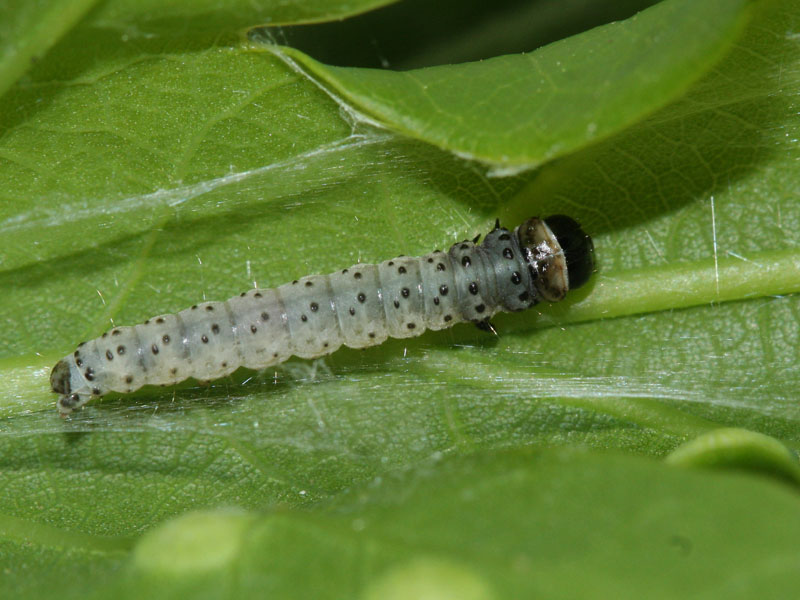
Chenille de la Tordeuse verte du chêne.

En mars, les jeunes chenilles montent vers les bourgeons tout juste ouverts. Elles y pénètrent et s’en nourrissent. Si elles naissent avant le stade phénologique dit « gonflé vert » du bourgeon (stipules verts à l’apex du bourgeon) elles meurent de faim, incapables de pénétrer les écailles protectrices du bourgeon. Si elles naissent trop tard, les cuticules des feuilles sont déjà trop dures pour leur petite bouche.

Les chênes débourrent à des dates qui varient (de plusieurs semaines) selon les espèces et les écotypes. Des sous-populations, génétiquement différenciées de tordeuses vertes, éclosent à des dates différentes, correspondant à l’éclosion de « leurs » chênes. Les populations génétiquement homogènes de chênes pourraient ainsi être plus vulnérables à cette tordeuse défoliatrice, en favorisant leurs pullulations, alors que les défoliations restent localisées dans les populations génétiquement hétérogènes et non monospécifiques de chênes. L’arbre peut être totalement défolié, éventuellement plusieurs années de suite. Il n’en meurt pas, mais la glandée peut être compromise (les fleurs ayant été mangées).
Au second stade larvaire, les chenilles mangent les jeunes feuilles ou des inflorescences, en tissant autour des bourgeons des filaments soyeux fins. Au printemps, alors que le ciel est totalement bleu, il est possible d'entendre comme une petite pluie fine qui tombe de l'arbre. Ces gouttes sont des exsudats, excréments liquides des chenilles dont la digestion est perturbée par une première réaction de défense de l'arbre qui augmente la concentration en azote, phosphore et potassium de ses cellules. Selon le nombre de chenilles, on a mesuré jusqu'à trois cent trente kilogrammes de crottes larguées par hectare, et deux fois plus d'azote dans le sol qu'en leur absence. Une seconde réaction de défense est la synthèse de tanins toxiques qui s'accumulent dans les feuilles au fil des semaines et des mois.
Aux 3e et 4e stades larvaires, les chenilles sont gris-verdâtre à vert olive clair, et portent des points noirs sur le corps. Elles se cachent dans des feuilles qu’elles ont pliées et collées et s’en nourrissent. Si elles se sentent menacées elles se laissent tomber au bout d’un long fil de soie.
Vient le stade de nymphose, qui se déroule dans une feuille de chêne pliée, en avril, mai ou juin selon la température. Lors des pullulations, on trouve aussi des nymphes dans les creux de l’écorce du chêne ou dans les feuilles d’autres arbres ou buissons, voire dans la strate herbacée. 10 à 20 jours plus tard, les papillons mâles puis femelles émergent (d’avril en Méditerranée à mai plus au nord).

## Répartition
L'espèce est commune dans les chênaies d’Afrique du nord, d’Europe jusqu’en Asie Mineure.

### Source principale
- Tortrix viridana sur ephytia.inra.fr